# Estación de Alagón
Alagón es una estación ferroviaria situada en el municipio español de Alagón en la provincia de Zaragoza, comunidad autónoma de Aragón. Dispone de servicios de Media Distancia operados por Renfe.

## Situación ferroviaria
La estación se encuentra en el punto kilométrico 24,8 de la línea férrea de ancho ibérico que une Casetas (Zaragoza) con Bilbao a 224 metros de altitud, entre las estaciones de Casetas y Cabañas de Ebro. El tramo es de vía doble y está electrificado.

## Historia
La estación fue inaugurada el 18 de septiembre de 1861 con la apertura del tramo Tudela-Casetas de la línea férrea que pretendía unir Zaragoza con Navarra por parte de la Compañía del Ferrocarril de Zaragoza a Pamplona. Esta última no tardaría en unirse con la compañía del ferrocarril de Zaragoza a Barcelona, dando lugar a la Compañía de los Ferrocarriles de Zaragoza a Pamplona y Barcelona. El 1 de abril de 1878 su mala situación económica la forzó a aceptar una fusión con Norte. En 1941, la nacionalización del ferrocarril en España supuso la integración de Norte en la recién creada RENFE.
Desde el 31 de diciembre de 2004 Renfe explota la línea mientras que Adif es la titular de las instalaciones ferroviarias.

## La estación
Está situada al norte de la localidad junto a una antigua azucarera. El edificio para viajeros es una amplia estructura de base rectangular, dos alturas y disposición lateral a las vías. El edificio de viajeros mantiene su disposición original, a diferencia de la mayor parte de las estaciones de esta línea que los reconstruyeron en la década de 1980. Esta edificación, con fábrica de ladrillo encalado,  presenta en su fachada interior una techumbre metálica a modo de marquesina, sostenida sobre cuatro columnas de hierro fundido.
Dispone de dos vías principales (la 1 en sentido Pamplona/Logroño y la 2 en sentido Zaragoza, junto al edificio de viajeros) y de dos derivadas (3 y 4) además de más vías de apartado que acceden al muelle de carga. Cuenta con dos andenes, uno lateral y otro central. El primero está parcialmente cubierto con una marquesina, siendo exigua la del andén central. Los cambios de uno a otro andén se realizan a nivel.

## Servicios ferroviarios

### Media Distancia
El tráfico de Media Distancia con parada en la estación tiene como principales destinos Zaragoza, Castejón, Logroño, Pamplona, Vitoria y Miranda de Ebro.
| Línea MD | Trenes | Origen/Destino      |  | Destino/Origen                                    |
| -------- | ------ | ------------------- |  | ------------------------------------------------- |
| 22       | RE     | Zaragoza-Miraflores |  | Logroño Castejón de Ebro                          |
| 26/21    | RE     | Zaragoza-Miraflores |  | Miranda de Ebro Vitoria Pamplona Castejón de Ebro |
| 26       | RE     | Zaragoza-Miraflores |  | Pamplona Castejón de Ebro                         |